# Colladonus clitellaria
Colladonus clitellaria är en insektsart som beskrevs av Thomas Say 1830. Colladonus clitellaria ingår i släktet Colladonus och familjen dvärgstritar. Inga underarter finns listade i Catalogue of Life.